# ATV World
ATV World(중국어: 國際台)는 중화인민공화국의 홍콩의 aTV의 TV채널이다.

## 역사
- 1957년 9월 29일 아주전시 본항대(亞洲電視本港台)와 같은날에 홍콩의 최초의 영어 TV 방송 채널로 방송 개시.(개국당시명칭 Rediffusion Television English network(麗的映聲英語網))
- 1960년 광둥어 명칭만 변경 ((麗的映聲英語網)→(麗的電視英語網))
- 1963년 9월 30일 명칭변경 (Rediffersion Television English network(麗的電視英語網)→Rediffersion Television English channel(麗的電視英語台))
- 1967년 2월 2일 명칭변경 (Rediffersion Television English channel(麗的電視英語台)→RTV-2(麗的二台))
- 1982년 9월 24일 명칭변경 (RTV-2(麗的二台)→ATV English(亞洲電視英語台))
- 1987년 2월 2일 명칭변경 (ATV English(亞洲電視英語台)→ATV Diamond(亞洲電視金慷(?)台))
- 1989년 9월 30일 명칭변경 (ATV Diamond(亞洲電視金慷(?)台)→ATV WORLD(亞洲電視國際台))
- 2000년대 디지털 방송 시작

## 같이 보기
- aTV
- ATV Home